# Natalia Carulias
Natalia Carulias (Buenos Aires, 19 de octubre de 1975) es una comediante, actriz y guionista argentina. Conocida por ser la primera mujer en hacer stand up en Argentina.

## Carrera
Empezó en 1998 con un unipersonal y unos años después Alejandro Angelini (precursor del stand up en el país junto a Martín Rocco y otros) armó Stand Up Argentino. Fue la primera y la única mujer durante bastante tiempo en hacer monólogos de humor con el nombre de stand up en el país, que en Argentina tiene como antecedente directo el café concert desde la década de 1960. En radio trabajó como guionista en el programa El show de la noticia de Roberto Pettinato, y con Ronnie Arias y Alejandra Salas en Sarasa, ambas en La 100. En 2011 se mudó a la Rock & Pop para integrarse al personal de Tarde negra, el programa de Elizabeth Vernaci y Humberto Tortonese. En 2015 se sumó al nuevo programa de Rock and Pop llamado Todos a Marte con el Pollo Cerviño. Desde 2018 integra el grupo de comediantes femenino Las Chicas de la Culpa, junto a Malena Guinzburg, Fernanda Metilli y Connie Ballarini.

## Teatro
- En pie de risa!
- Maratón de Cómicos
- Comedy Hour
- Buenos Aires, buen humor
- La reinas de la noche
- Stand-up argentino: Episodio uno
- El Comediómetro
- Stand Up
- Stand Up Argentino Bisiesto
- Palermo Stand-up
- Stand-up de Taquito
- Varietrix + 1
- Show de Miércoles
- Standup Argentino... otra vez
- D. a. 1
- Código Stand Up
- Psicómicos Stand up (monólogos de Humor) (Coordinadora general)
- Stand de la Cabeza (Directora)
- Así en la tierra como en el cielo (Coordinadora general)
- Cuatro dementes y una de chequelete (Directora)
- Cosa de Minas (Comediante invitada)
- Rococó (Protagonista)
- Barullo Stand Up
- Enred@d@ Stand Up

## Televisión
- ¿Querés jugar? (Canal 13, 2006)
- No hay 2 sin 3 (Canal 9, 2006)
- Teikirisi (Telefe, 2005)
- Spa (Canal 7, 2007) - Participación humorística
- Usted, ¿qué hubiera hecho? (Canal 7, 2007)
- la culpa es de colon (Comedy Central (Argentina), 2018)
- La culpa es de Colon (Comedy Central - Telefe), (2019)
- Listo el pollo (Canal de la ciudad  ), (2019)

## Radio
- Mil horas - Radio Continental
- El Show de la Noticia - La 100
- Sarasa - La 100
- Tarde negra - Rock & Pop
- Negrópolis - Rock & Pop
- Todos a Marte - Rock & Pop
- Todos mienten - Rock & Pop

## Premios
Nominaciones
- Premios Martín Fierro 2007: Labor humorística femenina (Usted, ¿qué hubiera hecho?)